# Grand Prix moto d'Indonésie 2023
Le Grand Prix moto d'Indonésie 2023 est la quizième manche du championnat du monde de vitesse moto 2023.
Cette 4e édition du Grand Prix moto d'Indonésie se déroule du 13 octobre au 15 octobre sur le circuit de Mandalika.

## Qualifications

### MotoGP
| Meilleur tour de la session |

| Pos.             | No. | Pilote                | Constructeur | Temps qualification | Temps qualification | Grille finale | Ligne |
| Pos.             | No. | Pilote                | Constructeur | Q1                  | Q2                  | Grille finale | Ligne |
| ---------------- | --- | --------------------- | ------------ | ------------------- | ------------------- | ------------- | ----- |
| 1                | 10  | Luca Marini           | Ducati       | 1 min 30 s 383      | 1 min 29 s 978      | 1             | 1     |
| 2                | 12  | Maverick Viñales      | Aprilia      | Qualifié en Q2      | 1 min 30 s 009      | 2             | 1     |
| 3                | 41  | Aleix Espargaró       | Aprilia      | Qualifié en Q2      | 1 min 30 s 132      | 3             | 1     |
| 4                | 20  | Fabio Quartararo      | Yamaha       | Qualifié en Q2      | 1 min 30 s 516      | 4             | 2     |
| 5                | 33  | Brad Binder           | KTM          | Qualifié en Q2      | 1 min 30 s 698      | 5             | 2     |
| 6                | 89  | Jorge Martín          | Ducati       | Qualifié en Q2      | 1 min 30 s 742      | 6             | 2     |
| 7                | 49  | Fabio Di Giannantonio | Ducati       | Qualifié en Q2      | 1 min 30 s 766      | 7             | 3     |
| 8                | 93  | Marc Márquez          | Honda        | Qualifié en Q2      | 1min 30 s 864       | 8             | 3     |
| 9                | 72  | Marco Bezzecchi       | Ducati       | Qualifié en Q2      | 1 min 30 s 908      | 9             | 3     |
| 10               | 43  | Jack Miller           | KTM          | Qualifié en Q2      | 1 min 30 s 970      | 10            | 4     |
| 11               | 23  | Enea Bastianini       | Ducati       | 1 min 30 s 527      | 1 min 31 s 061      | 11            | 4     |
| 12               | 88  | Miguel Oliveira       | Aprilia      | Qualifié en Q2      | 1 min 31 s 193      | 12            | 4     |
| 13               | 1   | Francesco Bagnaia     | Ducati       | 1 min 30 s 626      | N/A                 | 13            | 5     |
| 14               | 5   | Johann Zarco          | Ducati       | 1 min 30 s 713      | N/A                 | 14            | 5     |
| 15               | 20  | Franco Morbidelli     | Yamaha       | 1 min 30 s 729      | N/A                 | 15            | 5     |
| 16               | 44  | Pol Espargaró         | KTM          | 1 min 31 s 006      | N/A                 | 16            | 6     |
| 17               | 25  | Raúl Fernández        | Aprilia      | 1 min 31 s 031      | N/A                 | 17            | 6     |
| 18               | 37  | Augusto Fernández     | KTM          | 1 min 31 s 034      | N/A                 | 18            | 6     |
| 19               | 36  | Joan Mir              | Honda        | 1 min 31 s 143      | N/A                 | 19            | 7     |
| 20               | 30  | Takaaki Nakagami      | Honda        | 1 min 31 s 192      | N/A                 | 20            | 7     |
| 21               | 42  | Álex Rins             | Honda        | 1 min 31 s 458      | N/A                 | 21            | 7     |
| Rapport officiel |     |                       |              |                     |                     |               |       |

## Classements MotoGP

### Course sprint
| Pos.                                                                   | No. | Pilote                | Equipe                       | Constructeur | Tours | Temps/Ecarts    | Grille | Points |
| ---------------------------------------------------------------------- | --- | --------------------- | ---------------------------- | ------------ | ----- | --------------- | ------ | ------ |
| 1                                                                      | 89  | Jorge Martín          | Prima Pramac Racing          | Ducati       | 13    | 19 min 49 s 711 | 6      | 12     |
| 2                                                                      | 10  | Luca Marini           | Mooney VR46 Racing Team      | Ducati       | 13    | +1 s 131        | 1      | 9      |
| 3                                                                      | 72  | Marco Bezzecchi       | Mooney VR46 Racing Team      | Ducati       | 13    | +2 s 081        | 9      | 7      |
| 4                                                                      | 12  | Maverick Viñales      | Aprilia Racing               | Aprilia      | 13    | +2 s 720        | 2      | 6      |
| 5                                                                      | 20  | Fabio Quartararo      | Monster Energy Yamaha MotoGP | Yamaha       | 13    | +3 s 121        | 4      | 5      |
| 6                                                                      | 49  | Fabio Di Giannantonio | Gresini Racing MotoGP        | Ducati       | 13    | +4 s 203        | 7      | 4      |
| 7                                                                      | 23  | Enea Bastianini       | Ducati Lenovo Team           | Ducati       | 13    | +4 s 981        | 11     | 3      |
| 8                                                                      | 1   | Francesco Bagnaia     | Ducati Lenovo Team           | Ducati       | 13    | +5 s 465        | 13     | 2      |
| 9                                                                      | 43  | Jack Miller           | Red Bull KTM Factory Racing  | KTM          | 13    | +7 s 852        | 10     | 1      |
| 10                                                                     | 88  | Miguel Oliveira       | CryptoData RNF MotoGP Team   | Aprilia      | 13    | +8 s 942        | 12     |        |
| 11                                                                     | 30  | Takaaki Nakagami      | LCR Honda Idemitsu           | Honda        | 13    | +12 s 034       | 20     |        |
| 12                                                                     | 5   | Johann Zarco          | Prima Pramac Racing          | Ducati       | 13    | +14 s 015       | 14     |        |
| 13                                                                     | 37  | Augusto Fernández     | GasGas Factory Racing Tech3  | KTM          | 13    | +14 s 823       | 18     |        |
| 14                                                                     | 25  | Raúl Fernández        | CryptoData RNF MotoGP Team   | Aprilia      | 13    | +15 s 699       | 17     |        |
| 15                                                                     | 21  | Franco Morbidelli     | Monster Energy Yamaha MotoGP | Yamaha       | 13    | +23 s 331       | 15     |        |
| 16                                                                     | 36  | Joan Mir              | Repsol Honda Team            | Honda        | 13    | +24 s 894       | 19     |        |
| 17                                                                     | 44  | Pol Espargaró         | GasGas Factory Racing Tech3  | KTM          | 13    | +27 s 169       | 16     |        |
| 18                                                                     | 42  | Álex Rins             | LCR Honda Castrol            | Honda        | 13    | +28 s 980       | 21     |        |
| 19                                                                     | 33  | Brad Binder           | Red Bull KTM Factory Racing  | KTM          | 13    | +43 s 090       | 5      |        |
| Ab.                                                                    | 41  | Aleix Espargaró       | Aprilia Racing               | Aprilia      | 7     | Accident        | 3      |        |
| Ab.                                                                    | 93  | Marc Márquez          | Repsol Honda Team            | Honda        | 0     | Accident        | 8      |        |
| DNS                                                                    | 73  | Álex Márquez          | Gresini Racing MotoGP        | Ducati       |       | Non partant     |        |        |
| Meilleur tour du sprint : Marco Bezzecchi (Ducati) – 1:30.724 (tour 5) |     |                       |                              |              |       |                 |        |        |
| Rapport officiel                                                       |     |                       |                              |              |       |                 |        |        |

### Course principale
| Pos.                                                                   | No. | Pilote                | Equipe                       | Constructeur | Tours | Temps/Ecarts    | Grille | Points |
| ---------------------------------------------------------------------- | --- | --------------------- | ---------------------------- | ------------ | ----- | --------------- | ------ | ------ |
| 1                                                                      | 1   | Francesco Bagnaia     | Ducati Lenovo Team           | Ducati       | 27    | 41 min 20 s 293 | 13     | 25     |
| 2                                                                      | 12  | Maverick Viñales      | Aprilia Racing               | Aprilia      | 27    | +0 s 306        | 2      | 20     |
| 3                                                                      | 20  | Fabio Quartararo      | Monster Energy Yamaha MotoGP | Yamaha       | 27    | +0 s 433        | 4      | 16     |
| 4                                                                      | 49  | Fabio Di Giannantonio | Gresini Racing MotoGP        | Ducati       | 27    | +6 s 962        | 7      | 13     |
| 5                                                                      | 72  | Marco Bezzecchi       | Mooney VR46 Racing Team      | Ducati       | 27    | +11 s 111       | 9      | 11     |
| 6                                                                      | 33  | Brad Binder           | Red Bull KTM Factory Racing  | KTM          | 27    | +11 s 228       | 5      | 10     |
| 7                                                                      | 43  | Jack Miller           | Red Bull KTM Factory Racing  | KTM          | 27    | +12 s 474       | 10     | 9      |
| 8                                                                      | 23  | Enea Bastianini       | Ducati Lenovo Team           | Ducati       | 27    | +12 s 684       | 11     | 8      |
| 9                                                                      | 42  | Álex Rins             | LCR Honda Castrol            | Honda        | 27    | +22 s 540       | 21     | 7      |
| 10                                                                     | 41  | Aleix Espargaró       | Aprilia Racing               | Aprilia      | 27    | +30 s 468       | 3      | 6      |
| 11                                                                     | 30  | Takaaki Nakagami      | LCR Honda Idemitsu           | Honda        | 27    | +30 s 823       | 20     | 5      |
| 12                                                                     | 88  | Miguel Oliveira       | CryptoData RNF MotoGP Team   | Aprilia      | 27    | +36 s 639       | 12     | 4      |
| 13                                                                     | 25  | Raúl Fernández        | CryptoData RNF MotoGP Team   | Aprilia      | 27    | +42 s 864       | 17     | 3      |
| 14                                                                     | 21  | Franco Morbidelli     | Monster Energy Yamaha MotoGP | Yamaha       | 23    | +4 tours        | 15     | 2      |
| Ab.                                                                    | 5   | Johann Zarco          | Prima Pramac Racing          | Ducati       | 14    | Accident        | 14     |        |
| Ab.                                                                    | 89  | Jorge Martín          | Prima Pramac Racing          | Ducati       | 12    | Accident        | 6      |        |
| Ab.                                                                    | 36  | Joan Mir              | Repsol Honda Team            | Honda        | 11    | Accident        | 19     |        |
| Ab.                                                                    | 37  | Augusto Fernández     | GasGas Factory Racing Tech3  | KTM          | 11    | Accident        | 18     |        |
| Ab.                                                                    | 93  | Marc Márquez          | Repsol Honda Team            | Honda        | 7     | Accident        | 8      |        |
| Ab.                                                                    | 10  | Luca Marini           | Mooney VR46 Racing Team      | Ducati       | 4     | Collision       | 1      |        |
| Ab.                                                                    | 44  | Pol Espargaró         | GasGas Factory Racing Tech3  | KTM          | 1     | Accident        | 16     |        |
| DNS                                                                    | 73  | Álex Márquez          | Gresini Racing MotoGP        | Ducati       |       | Non partant     |        |        |
| Meilleur tour en course: Enea Bastianini (Ducati) – 1:30.906 (tour 18) |     |                       |                              |              |       |                 |        |        |
| Rapport officiel                                                       |     |                       |                              |              |       |                 |        |        |

## Classement Moto2
| Pos.                                                               | No. | Pilote                  | Constructeur | Tours | Temps/Ecarts    | Grille | Points |
| ------------------------------------------------------------------ | --- | ----------------------- | ------------ | ----- | --------------- | ------ | ------ |
| 1                                                                  | 37  | Pedro Acosta            | Kalex        | 22    | 34 min 51 s 641 | 4      | 25     |
| 2                                                                  | 40  | Arón Canet              | Kalex        | 22    | +2 s 044        | 1      | 20     |
| 3                                                                  | 54  | Fermín Aldeguer         | Boscoscuro   | 22    | +4 s 716        | 5      | 16     |
| 4                                                                  | 96  | Jake Dixon              | Kalex        | 22    | +9 s 082        | 7      | 13     |
| 5                                                                  | 18  | Manuel González         | Kalex        | 22    | +9 s 309        | 2      | 11     |
| 6                                                                  | 14  | Tony Arbolino           | Kalex        | 22    | +11 s 721       | 10     | 10     |
| 7                                                                  | 35  | Somkiat Chantra         | Kalex        | 22    | +13 s 181       | 6      | 9      |
| 8                                                                  | 11  | Sergio García           | Kalex        | 22    | +15 s 095       | 12     | 8      |
| 9                                                                  | 16  | Joe Roberts             | Kalex        | 22    | +18 s 296       | 11     | 7      |
| 10                                                                 | 22  | Sam Lowes               | Kalex        | 22    | +19 sc165       | 8      | 6      |
| 11                                                                 | 71  | Dennis Foggia           | Kalex        | 22    | +19 s 589       | 16     | 5      |
| 12                                                                 | 64  | Bo Bendsneyder          | Kalex        | 22    | +19 sc853       | 13     | 4      |
| 13                                                                 | 15  | Darryn Binder           | Kalex        | 22    | +19 s 986       | 20     | 3      |
| 14                                                                 | 23  | Taiga Hada              | Kalex        | 22    | +21 s 904       | 24     | 2      |
| 15                                                                 | 75  | Albert Arenas           | Kalex        | 22    | +23 s 032       | 14     | 1      |
| 16                                                                 | 24  | Marcos Ramírez          | Kalex        | 22    | +27 s 129       | 17     |        |
| 17                                                                 | 79  | Ai Ogura                | Kalex        | 22    | +29 s 275       | 19     |        |
| 18                                                                 | 17  | Álex Escrig             | Forward      | 22    | +31 s 577       | 21     |        |
| 19                                                                 | 33  | Rory Skinner            | Kalex        | 22    | +32 s 869       | 28     |        |
| 20                                                                 | 52  | Jeremy Alcoba           | Kalex        | 22    | +34 s 613       | 15     |        |
| 21                                                                 | 28  | Izan Guevara            | Kalex        | 22    | +36 s 857       | 27     |        |
| 22                                                                 | 3   | Lukas Tulovic           | Kalex        | 22    | +42 s 548       | 26     |        |
| 23                                                                 | 43  | Lorenzo Baldassarri     | Kalex        | 22    | +44 s 646       | 25     |        |
| 24                                                                 | 9   | Mattia Casadei          | Kalex        | 22    | +50 s 906       | 30     |        |
| 25                                                                 | 21  | Alonso López            | Boscoscuro   | 21    | +1 tour         | 18     |        |
| Ab.                                                                | 7   | Barry Baltus            | Kalex        | 12    | Retired         | 23     |        |
| Ab.                                                                | 84  | Zonta van den Goorbergh | Kalex        | 8     | Accident        | 9      |        |
| Ab.                                                                | 5   | Kohta Nozane            | Kalex        | 4     | Accident        | 29     |        |
| Ab.                                                                | 12  | Filip Salač             | Kalex        | 1     | Accident        | 3      |        |
| Ab.                                                                | 67  | Alberto Surra           | Forward      | 0     | Collision       | 22     |        |
| Meilleur tour en course: Pedro Acosta (Kalex) – 1:34.420 (tour 13) |     |                         |              |       |                 |        |        |
| Rapport officiel                                                   |     |                         |              |       |                 |        |        |

## Classement Moto3
| Pos.                                                            | No. | Pilote                | Constructeur | Tours | Temps/Ecarts    | Grille | Points |
| --------------------------------------------------------------- | --- | --------------------- | ------------ | ----- | --------------- | ------ | ------ |
| 1                                                               | 10  | Diogo Moreira         | KTM          | 20    | 33 min 19 s 002 | 1      | 25     |
| 2                                                               | 80  | David Alonso          | Gas Gas      | 20    | +0 s 107        | 3      | 20     |
| 3                                                               | 44  | David Muñoz           | KTM          | 20    | +0 s 130        | 10     | 16     |
| 4                                                               | 95  | Collin Veijer         | Husqvarna    | 20    | +0 s 190        | 4      | 13     |
| 5                                                               | 99  | José Antonio Rueda    | KTM          | 20    | +0 s 483        | 16     | 11     |
| 6                                                               | 5   | Jaume Masià           | Honda        | 20    | +0 s 544        | 2      | 10     |
| 7                                                               | 72  | Taiyo Furusato        | Honda        | 20    | +0 s 811        | 6      | 9      |
| 8                                                               | 53  | Deniz Öncü            | KTM          | 20    | +0 s 855        | 5      | 8      |
| 9                                                               | 48  | Iván Ortolá           | KTM          | 20    | +1 s 164        | 12     | 7      |
| 10                                                              | 82  | Stefano Nepa          | KTM          | 20    | +1 s 253        | 9      | 6      |
| 11                                                              | 18  | Matteo Bertelle       | Honda        | 20    | +1 s 346        | 8      | 5      |
| 12                                                              | 27  | Kaito Toba            | Honda        | 20    | +1 s 447        | 22     | 4      |
| 13                                                              | 54  | Riccardo Rossi        | Honda        | 20    | +1 s 815        | 20     | 3      |
| 14                                                              | 96  | Daniel Holgado        | KTM          | 20    | +4 s 018        | 7      | 2      |
| 15                                                              | 6   | Ryusei Yamanaka       | Gas Gas      | 20    | +9 s 094        | 19     | 1      |
| 16                                                              | 66  | Joel Kelso            | CFMoto       | 20    | +9 s 404        | 13     |        |
| 17                                                              | 93  | Fadillah Arbi Aditama | Honda        | 20    | +12 s 750       | 15     |        |
| 18                                                              | 71  | Ayumu Sasaki          | Husqvarna    | 20    | +19 s 692       | 11     |        |
| 19                                                              | 43  | Xavier Artigas        | CFMoto       | 20    | +19 s 733       | 26     |        |
| 20                                                              | 7   | Filippo Farioli       | KTM          | 20    | +27 s 823       | 27     |        |
| 21                                                              | 9   | Nicola Carraro        | Honda        | 20    | +27 s 950       | 23     |        |
| 22                                                              | 70  | Joshua Whatley        | Honda        | 20    | +28 s 040       | 18     |        |
| 23                                                              | 20  | Lorenzo Fellon        | KTM          | 20    | +28 s 091       | 24     |        |
| 24                                                              | 63  | Syarifuddin Azman     | KTM          | 20    | +28 s 221       | 28     |        |
| 25                                                              | 64  | Mario Aji             | Honda        | 20    | +28 s 454       | 21     |        |
| 26                                                              | 12  | Noah Dettwiler        | KTM          | 20    | +39 s 844       | 29     |        |
| Ab.                                                             | 19  | Scott Ogden           | Honda        | 11    | Accident        | 17     |        |
| Ab.                                                             | 31  | Adrián Fernández      | Honda        | 9     | Accident        | 14     |        |
| Ab.                                                             | 22  | Ana Carrasco          | KTM          | 3     | Accident        | 25     |        |
| Meilleur tour en course: Iván Ortolá (KTM) – 1:38.936 (tour 14) |     |                       |              |       |                 |        |        |
| Rapport officiel                                                |     |                       |              |       |                 |        |        |

## Classements provisoires aux Championnats
Seule le top5 de chaque championnat a l’issue du Grand Prix est présenté ici,,.

### MotoGP
|  | Pos. | Pilote            | Points |
|  | ---- | ----------------- | ------ |
|  | 1    | Francesco Bagnaia | 346    |
|  | 2    | Jorge Martín      | 328    |
|  | 3    | Marco Bezzecchi   | 283    |
|  | 4    | Brad Binder       | 211    |
|  | 5    | Aleix Espargaró   | 177    |

|   | Pos. | Constructeur | Points |
| - | ---- | ------------ | ------ |
|   | 1    | Ducati       | 527    |
|   | 2    | KTM          | 283    |
|   | 3    | Aprilia      | 266    |
| 1 | 4    | Yamaha       | 152    |
| 1 | 5    | Honda        | 149    |

|  | Pos. | Equipe                      | Points |
|  | ---- | --------------------------- | ------ |
|  | 1    | Prima Pramac Racing         | 490    |
|  | 2    | Mooney VR46 Racing Team     | 427    |
|  | 3    | Ducati Lenovo Team          | 392    |
|  | 4    | Red Bull KTM Factory Racing | 346    |
|  | 5    | Aprilia Racing              | 342    |

### Moto2
|   | Pos. | Pilote          | Points |
| - | ---- | --------------- | ------ |
|   | 1    | Pedro Acosta    | 277    |
|   | 2    | Tony Arbolino   | 212    |
|   | 3    | Jake Dixon      | 172    |
|   | 4    | Arón Canet      | 144    |
| 1 | 5    | Somkiat Chantra | 123    |

|  | Pos. | Constructeur | Points |
|  | ---- | ------------ | ------ |
|  | 1    | Kalex        | 370    |
|  | 2    | Boscoscuro   | 178    |
|  | 3    | Forward      | 1      |

|   | Pos. | Equipe                   | Points |
| - | ---- | ------------------------ | ------ |
|   | 1    | Red Bull KTM Ajo         | 339    |
|   | 2    | Elf Marc VDS Racing Team | 292    |
| 2 | 3    | Pons Wegow Los40         | 228    |
|   | 4    | Beta Tools Speed Up      | 223    |
| 2 | 5    | Idemitsu Honda Team Asia | 218    |

### Moto3
|  | Pos. | Pilote         | Points |
|  | ---- | -------------- | ------ |
|  | 1    | Jaume Masià    | 209    |
|  | 2    | Ayumu Sasaki   | 193    |
|  | 3    | Daniel Holgado | 192    |
|  | 4    | David Alonso   | 180    |
|  | 5    | Deniz Öncü     | 155    |

|  | Pos. | Constructeur | Points |
|  | ---- | ------------ | ------ |
|  | 1    | KTM          | 313    |
|  | 2    | Honda        | 250    |
|  | 3    | Husqvarna    | 211    |
|  | 4    | Gas Gas      | 197    |
|  | 5    | CFMoto       | 71     |

|   | Pos. | Équipe                         | Points |
| - | ---- | ------------------------------ | ------ |
|   | 1    | Liqui Moly Husqvarna Intact GP | 269    |
| 1 | 2    | Red Bull KTM Ajo               | 266    |
| 1 | 3    | Leopard Racing                 | 259    |
|   | 4    | Angeluss MTA Team              | 248    |
|   | 5    | Gaviota GasGas Aspar Team      | 243    |